# Hemimycena ochrogaleata
Hemimycena ochrogaleata es una especie de hongo basidiomiceto de la familia Mycenaceae, del orden  Agaricales.